# Cot Geurundong
Cot Geurundong is een bestuurslaag in het regentschap Bireuen van de provincie Atjeh, Indonesië. Cot Geurundong telt 671 inwoners (volkstelling 2010).